# محرك مؤازر

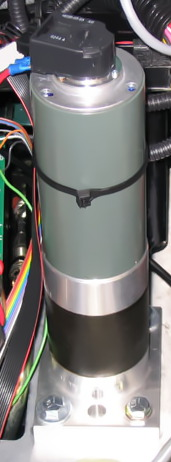
محرك سيرفو صناعي. الأسطوانة باللون الرمادي/ الأخضر عبارة عن محرك تيار مستمر، الجزء الأسود في أسفل الأسطوانة عبارة عن تروس تداويرية أما الجزء الأسود في الأعلى عبارة عن مشفر دوراني لاستقبال الإشارات المرجعية

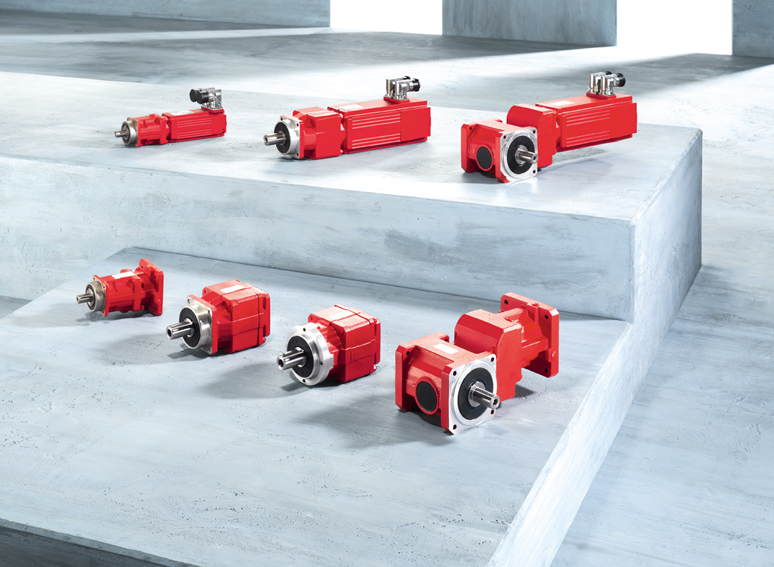
محركات سيرفو صناعية

محرك قيادة أو محرك ملاحقة أو المحرك المؤازر (بالإنجليزية: Servomotor) وتُنقحر إلى السِرفو، هو مشغل إما دوار أو خطي يسمح بالتحكم الدقيق في كلا من الموضع سواء كان زاوي أو خطي، السرعة والتسارع. يتكون السيرفو من من محرك مناسب مقترن بجهاز استشعار (حساس) لمراجعة الاشارات القادمة بخصوص الموضع. يتطلب الجهاز تحكم متطور نسبيا، يكون في أغلب الأحيان وحدة مخصصة مصممة للاستخدام مع نفس طراز السيرفو.
لا تعتبر أجهزة السيرفو فئة محددة من فئات المحركات على الرغم من أن المصطلح يستخدم في حالة ضرورة وجود محرك ذو دقة عالية للقيام بمهمة ما في نظام تحكم في دائرة مغلقة مثل صناعة الروبوتات، آلات التحكم الرقمي باستخدام الحاسوب، آلات التصنيع الآلي، خطوط التعبئة، خطوط التغليف وخطوط الحمل والنقل.

## آلية العمل
يعمل السيرفو ضمن نظام مغلق يستخدم فيه المعلومات والبيانات على صورة إشارات قادمة من الآلة المراد تحريكها للتحكم في حركة في كلا من الحركة، الموقع والاتجاه. يبدأ السيرفو بالعمل عندما تصل إليه إشارة (تكون إما رقمية أو تماثلية) من النظام بالتحرك مع سرعة معينة في إتجاة معين ثم يستقبل الإشارات العائدة إليه من الألة للتحكم في السرعة والموقع معتمدا في ذلك على اقترانه بمشفر لتوفير الاشارات المرتدة وكلما كثرت الإشارات كلما كان السيرفو أكثر دقة وكفاءة.
في أبسط الحالات، يتم قياس الموضع فقط ومقارنته بالموضع المطلوب الوصول إليه والمحدد من قبل وحدة التحكم. في حالة عدم توافق الموضعين يتم إرسال إشارة خطأ بغرض إعادة تدوير المحرك (إذا كان المحرك دوارا) في الاتجاه الصحيح مرة أخرى لتعديل الموضع وتلاشي إشارة الخطأ. مع اقتراب الموضعين تبدأ حدة الإشارة في الانخفاض إلى أن تصل للصفر ويتوقف المحرك. تعمل تلك السيرفوهات (التي توفر إشارات مرجعية عن الموضع فقط) عن طريق مقاومة متغيرة ووحدة تحكم بالمحرك، تكون فيها سرعة الدوران إما سرعة قصوى أو صفر (المحرك متوقف) لذلك لا يستخدم هذا النوع على نطاق واسع في التطبيقات الصناعية التي يتم التحكم فيها عن طريق وحدات راديو.
أما السيرفوهات الأكثر تطورا فتعتمد على المشفرات الدوارة البصرية في قياس سرعة عمود الإخراج غير جهاز للتحكم في السرعة المتغيرة للمحرك. توفر هذه التحسينات بالتزامن مع خوارزمية تحكم تناسبي تكاملي تفاضلي أقصى سرعة وأقصى دقة لعصا الدوران مع أقل نسبة تجاوز الحد.

## المشفر
تم تطوير أول جهاز سيرفو مع مشفر خلال الحرب العالمية الثانية بغرض تطوير أجهزة المدفعية الرادارية والمدفعية المضادة للطائرات. في حين كانت تلحق محركات السيرفو قبل ذلك بمقاومات متغيرة كمشفر للحركة للتطبيقات الصناعية البسيطة والرخيصة بالتنافس مع المحرك الخطي.
تعتمد محركات السيرفو الحديثة على المشفرات الدوارة، سواء كانت المطلقة الأكثر دقة وأغلى ثمنا للتطبيقات الصناعية الأكثر تعقيدا والتي تطلب دقة كبيرة وتحديد إحداثيات الموضع أو التدريجية الأبسط نسبيا وأرخص ثمنا للتطبيقات الأقل تعقيدا وبالتالي تتشابهة في ذلك مع المحركات الخطية لكن مع فارق الدقة بينهما. يمكن استخدام محرك مع مشفر خطي خارجي منفصلا بدلا من السيرفو في حالة الأعطال أو عدم توفره لكن تكون الدقة حينها أقل.

## المحركات
من مميزات السيرفو أنه لا يتطلب نوعا معينا من المحركات، حيث يمكن استخدام أي نوع في صناعته لكن يفضل استخدام محركات التيار المستمر ذات المغناطيسية الدائمة بسبب بساطتها وتكلفتها المنخفضة.
في حالة المحركات الصناعية الصغيرة يتم تبديل السيرفو بمحركات تبادلية بدون فرشاة. أما في حالة المحركات الكهربية الصناعية الكبيرة، يتم استخدام محركات حثية ذات تيار متردد مع أجهزة تحكم في التردد للتحكم في سرعة واتجاه المحرك. أما للحصول أفضل أداء في مجموعة مدمجة يتم استخدام محركات التيار المتردد بدون فرشاة مع حقول مغناطيسية دائمة.
في الغالب، تكون وحدات محرك الأقراص لأجهزة السيرفو عبارة عن مكون صناعي قياسي يتم تصنيعها من دوائر إلكترونية، عادة ما تكون موسفيت ثلاثي الأوجة أو قنطرة اتش. تقبل هذه الوحدات القياسية اتجاها واحدا وعدد النبضات (مسافة الدوران) كمدخل، قد تشمل أيضًا على أجهزة لمراقبة درجة الحرارة الزائدة، عزم الدوران الزائد وميزات الكشف عن الشقوق.

### السيرفو الخطي
يستعرض الجدول التالي بعض خصائص سيرفو خطي لشركة NiLAB:
| الخصائص                                   | GD160D      | GD160T      | GD160Q      |
| ----------------------------------------- | ----------- | ----------- | ----------- |
| القوة المقننة (نيوتن)                     | 12.7        | 18          | 23.5        |
| القوة العظمى (نيوتن)                      | 82.55       | 117.00      | 152.75      |
| طول المشغل (مم)                           | 159         | 189         | 219         |
| طول العمود (مم)                           | 159 + العصا | 189 + العصا | 219 + العصا |
| وزن العمود (كجم/م)                        | 1.4         | 1.4         | 1.4         |
| قطر العمود (مم)                           | 16          | 16          | 16          |
| القوة المركزة (نيوتن/المساحة)             | 21          | 32          | 43          |
| التيار المقنن (أمبير)                     | 0.6         | 0.57        | 0.55        |
| القوة المحركة الكهربائية (فولت/متر/ثانية) | 14.2        | 18.41       | 25.01       |
| مقاومة الطور (أوم)                        | 30          | 44          | 57          |
| حث الطور (ميلي هنري)                      | 16.9        | 27          | 33.4        |
| قابلية التكرار (مم)                       | 0.05        | 0.05        | 0.05        |

## التحكم
يتم تصميم وتزويد معظم محركات المحرك الحديثة بوحدة تحكم مخصصة من نفس الشركة المصنعة. ليس هذا فحسب، بل لكل طراز سيرفو وحدة تحكم خاصة به. قد يتم أيضًا تطوير وحدات تحكم الدقيقة بغرض تقليل تكلفة التطبيقات ذات الحجم الكبير.
في الأونة الأخيرة، بدأت بعض الشركات مثل سيمينز، إيه بي بي و نايلاب من تصنيع سيرفوهات تصلح للعمل على أجهزة تحكم خاصة بالشركات الأخرى وعلى أكثر من طراز.

## السيرفو المتكامل
مع تطور التكنولوجيا بدأت الشركات في تصنيع سيرفو متكامل بحيث يشمل على المحرك، وحدة التحكم، المشفر وإلكترونيات مساعدة في حزمة واحدة.

## وصلات خارجية
- حرب الأنظمة الغازية مع الأنظمة الكهربية
- ما الفرق بين صمام التحكم الغازي والسيرفو- يوتيوب